# Naomi Foner Gyllenhaal
Pour les articles homonymes, voir Gyllenhaal.
Naomi Foner Gyllenhaal (en anglais : [neɪˈoʊmi ˈfoʊnɚ ˈd͡ʒɪlənhɔːl] ; en suédois : [ˈjʏlːɛnˌhɑːl]), née Naomi Achs le 4 mars 1946 à New York, est une scénariste, réalisatrice et productrice américaine. Elle est nommée aux Oscars en 1989 pour le scénario de À bout de course (Running on Empty).

## Biographie
Issue d'une famille de Juifs ashkénazes de New York, Naomi Achs est diplômée du Barnard College de l'université Columbia. En 1965, elle se marie avec l'historien Eric Foner, un enseignant à l'université Columbia, dont elle divorce en 1977 pour épouser la même année le réalisateur Stephen Gyllenhaal, avec qui elle collaborera professionnellement à plusieurs reprises. Le couple a deux enfants, les acteurs Maggie et Jake, pour qui Stephen, baptisé comme chrétien luthérien, a donné son accord afin qu'ils deviennent de confession juive. 
De 1971 à 1973, elle est productrice des 260 premiers épisodes de la série télévisée américaine pour enfants The Electric Company (en) (1971-1977).
Comme scénariste, elle signe notamment les scénarios de À bout de course (Running on Empty), réalisé par Sidney Lumet en 1988, et de Losing Isaiah : Les Chemins de l'amour (Losing Isaiah), réalisé par Stephen Gyllenhaal en 1995.
En 2013, elle écrit et réalise le film Very Good Girls, mettant en vedette Dakota Fanning, Elizabeth Olsen et Sterling Jones.

## Filmographie

### Scénariste
- 1986 : Violets Are Blue..., réalisé par Jack Fisk
- 1988 : À bout de course (Running on Empty), réalisé par Sidney Lumet
- 1993 : Une femme dangereuse (A Dangerous Woman), réalisé par Stephen Gyllenhaal
- 1995 : Losing Isaiah : Les Chemins de l'amour, réalisé par Stephen Gyllenhaal
- 2006 : Les Mots retrouvés (Bee Season), réalisé par Scott McGehee et David Siegel
- 2013 : Very Good Girls, réalisé par elle-même

### Réalisatrice
- 2013 : Very Good Girls

### Productrice
- 1971-1973 : The Electric Company (en) - 260 épisodes
- 1988 : À bout de course (Running on Empty), réalisé par Sidney Lumet
- 1993 : Une femme dangereuse (A Dangerous Woman), réalisé par Stephen Gyllenhaal
- 1995 : Losing Isaiah : Les Chemins de l'amour, réalisé par Stephen Gyllenhaal

## Récompenses et distinctions
- 1989 : Gagnante du Golden Globe du meilleur scénario lors de la 46e cérémonie des Golden Globes pour À bout de course (Running on Empty)
- 1989 : Nommée pour l'Oscar du meilleur scénario original lors de la 61e cérémonie des Oscars pour À bout de course (Running on Empty)